# 過状
過状（かじょう）とは、犯罪や業務怠慢などを犯した者が上位者に対して非を認めて謝罪するために提出する文書。怠状（たいじょう）・怠文（おこたりぶみ）とも。

## 概要
律令法には規定は存在しないが、奈良時代には既に存在しており、問題を起こした官人が所属する官司や上司からの命令によって謝罪のために作成・提出した。過状の提出には社会的制裁の要素を含んでおり、軽微な過失の場合には過状の提出そのものが一種の刑罰とみなされてそれ以上の責任は問われなかった。過状の内容が弁明に終始しているなど、反省が不十分とみなされた場合には却下されて書き直しを命じられた。勿論、軽微な過失の範疇を超えるような問題を起こした場合には別途処分が行われた。なお、現存する過状の内容から公式令の解の形式に基づいて作成され、時代が下って解が作成されなくなると解文や申文の形式にて作成されるようになったことが判明している。
中世になると訴訟の場でも提出されるようになり、被告が罪を認めて刑に服すことを上申する場合、紛争当事者の片方が非を認めて相手方に陳謝する場合、訴人（原告）が訴えの一部を取り下げる場合などに提出された。江戸時代に入ると、誤証文・詫証文が取って代わることになった。